# 프로그나토돈
프로그나토돈(Prognathodon)은 모사사우루스과에 속하는 바다 도마뱀의 속이다. 중동, 유럽, 뉴질랜드의 캄파니아절부터 마스트리히트절까지 다양한 연대의 퇴적층에서 발견되었다.
속명의 뜻은 라틴어 'pro'-('이전')과 그리스어 'gnathos', ('턱') 및 'odṓn' ('치아')에서 유래했다.